# Aeroportul Sindal
Aeroportul Sindal (IATA: CNL, ICAO: EKSN) este un aeroport din Comuna Hjørring, Regiunea Nordjylland, Danemarca.
Situat la o altitudine de 28 m, aeroportul dispune de o singură pistă.